# Айрин Дън
Айрин Дън (на английски: Irene Dunne) е американска актриса. 

## Биография
Айрин Дън е родена на 20 декември 1898 година в Луисвил, Кентъки, в семейството на Джоузеф Джон Дън, ирландско-американски инженер/инспектор на параходни лодки за правителството на САЩ, и Аделаида Антоанет Дън (по рождение Хенри), концертна пианистка и музикален учител от немски произход от Нюпорт, Кентъки. Тя е тяхно второ дете и втора дъщеря, има по-малък брат на име Чарлз;  По-голямата сестра на Дън почива скоро след раждането й. Семейството редува местоживеенето между Кентъки и Сейнт Луис, поради предложенията за работа на баща й, но той умира през април 1913 г. от бъбречна инфекция, когато тя е на четиринадесет.

### Кариера
Айрин Дън участва във филми по време на „Златната ера“ на Холивуд. Тя е най-известна с комедийните си роли, въпреки че участва във филми и от други жанрове.
След като баща й умира, когато тя е на 14, семейството и се мести от Кентъки в Индиана и тя решава да стане оперна певица, но когато е отхвърлена от „The Met“. Тя участва в мюзикъли на Бродуей, докато не е проучена от RKO и прави своя холивудски филмов дебют в мюзикъла „Кожено деколте“ (1930). 
Участва в 42 филма и в популярна телевизия-антология и гостува по радиото до 1962 г.. Номинирана е пет пъти за наградата Оскар за най-добра женска роля — за ролите си в „Cimarron“ (1931), „Theodora Goes Wild“ (1936), „The Awful Truth“ (1937), „Love Affair“ (1939) и „I Remember Mama“ (1948). 
Айрин Дън е една от 25-те най-добре платени актьори на своето време.
До ден днешен се смята за една от най-добрите актриси, които никога не са печелили Оскар. Някои критици смятат, че нейните изпълнения са били недооценени и до голяма степен забравени, засенчени от римейк на филми и нейните по-известни колеги. Тя е възхвалявана от мнозина по време на кариерата си, а и след смъртта си, като една от най-добрите комедийни актриси в жанра шутбол. Тя получава прякора „Първата дама на Холивуд“ заради царственото си поведение, въпреки че се гордее с ирландско-американските си корени на провинциално момиче.
Дън посвещава пенсионирането си на филантропия и е избрана от президента Дуайт Айзенхауер за делегат на Съединените щати в Организацията на обединените нации, където тя се застъпва за световния мир и подчертава програмите за подпомагане на бежанците. 
Тя също използва времето си, за да бъде със семейството си – съпруга си, зъболекаря д-р Франсис Грифин и дъщеря им Мери Франсис, която осиновяват през 1938 г. Получава множество награди за своята филантропия, включително почетни докторски степени, медал „Laetare“ от университета от Нотр Дам и папско рицарство — Дама на Ордена на Божи гроб. През 1985 г. тя е удостоена с отличието на Кенеди център за заслугите си към изкуствата.

### Смърт
Дън умира на 91-годишна възраст в дома си в Холмби Хилс на 4 септември 1990 г.  и е погребана четири дни по-късно до съпруга си в гробището на Голгота, Източен Лос Анджелис. Тя е била зле от една година с неравномерен пулс и е прикована на легло около месец преди това.[5] Погребението е частно, като приятелката на семейството Лорета Йънг е единствената знаменитост, на която е разрешено да присъства.  Личните й документи се съхраняват в Университета на Южна Калифорния. Оставя дъщеря, двама внуци и двама правнуци.

## Избрана филмография
| година | филм            | оригинално заглавие | роля                       | режисьор           |
| ------ | --------------- | ------------------- | -------------------------- | ------------------ |
| 1931   | Симарон         | Cimarron            | Сабра Крават               | Уесли Ръгълз       |
| 1936   |                 | Theodora Goes Wild  | Теодора Лин/Каролайн Адамс | Ричард Болеславски |
| 1937   | Ужасната истина | The Awful Truth     | Луси Уоринър               | Лео Маккери        |
| 1939   | Любовна афера   | Love Affair         | Тери Маккей                | Лео Маккери        |